# Cynorta albiornata
Cynorta albiornata is een hooiwagen uit de familie Cosmetidae.